# Мінералогічний аналіз
Мінералогічний аналіз (англ. analysis of minerals, нім. mineralogische Analyse f) – встановлення хімічного складу мінералів, їх структури, фізичних властивостей і умов утворення, ідентифікація та кількісна оцінка вмісту основних мінералів, характеру їх асоціації та розмірів вкрапленості, виявлення окремих різновидів, структурних особливостей, дефектів кристалічної ґратки, наявності мікродомішок.

## Загальний опис
Розрізняють такі види М.а.: ґранулометричний, кристалооптичний, кристалохімічний, парагенетичний, рентгеноспектральний (пулюєспектральний), термічний, рентгенометричний (пулюєметричний), хімічний, фазовий, шліховий та ін.
Здійснюється мікроскопічним вивченням шліфів, люмінесцентним, термічним, рентгеноструктурним аналізами з використанням сучасних інструментальних методів рентгенографічного фазового аналізу, електронно-зондового рентгеноспектрального мікроаналізу, електронного зондування; хімічної діагностики та ін. спеціальних методів.

### Оптичний метод
Оптичний метод є основним при визначенні мінерального складу корисної копалини і продуктів збагачення. Прозорі шліфи досліджують у прохідному світлі, а поліровані — у відбитому.
Перший етап мінералогічного аналізу — візуальне дослідження штуфного матеріалу мінералогічної проби неозброєним оком (макроскопічне дослідження) та за допомогою лупи або бінокулярного мікроскопа (мікро¬скопічне дослідження). При цьому встановлюється текстура корисної копалини, характер оруднення, зернистість та ознаки зміни корисної копа¬лини (назалізнення, окиснення і ін.). Потім під мікроскопом досліджують прозорі і поліровані шліфи, що виготовлені з штуфного матеріалу для визначення мінерального складу корисної копалини, розмірів мінеральних зерен, структурних особливостей, характеру зростків і т. ін. При визначенні мінерального складу використовують усі види оптичної діагностики — вимірювання оптичних констант, мікротвердості, мікрохімічні реакції, діагностичне та структурне травлення і вплив різних фізичних та хімічних чинників на колір мінералу.
Кількісному аналізу піддають препарати, які приготовані з середньої проби, тобто подрібнені, усереднені і розсіяні на класи крупності. При¬близну оцінку корисної копалини (кількісний аналіз), що включає підра¬хунок зерен кожного мінералу у вільному стані і у вигляді зростків на площі 1 см2, можна виконувати з порошкоподібними матеріалами за допо¬мо¬гою бінокулярного мікроскопа. При цьому для зростків вказують приблизний об'єм в них корисного мінералу 1/2 зерна, 1/4, 1/8 і т. д. Звичайно підрахунок ведуть найпростішими методами: площинним, лінійним або крапковим. За результатами підрахунку зерен корисного і породного мінералів визначають об'ємний і масовий вміст мінералу.
Метод визначення мінералу в порошкоподібному стані може бути застосований тільки для простих корисних копалин, у яких корисний мінерал відрізняється кольором від інших.
У складних корисних копалинах (напр., в поліметалічних рудах) цей метод значно ускладнюється, тому їх мікроскопічний аналіз проводять зі шліфами у відбитому світлі. При дослідженнях корисних копалин у від¬битому світлі використовують поляризаційні мікроскопи з рефлекторами (опак-ілюмінаторами) для створення вертикально падаючого світлового потоку. Мікроскопи, що використовуються для досліджень, дозволяють збільшення від 33 до 1425. На збагачувальних фабриках застосовують різні мікроскопи, що призначені для дослідження непрозорих шліфів у відбитому, поляризованому і звичайному світлі, а прозорі шліфи — в прохідному світлі.
Виготовлення полірованих шліфів складається з таких операцій: підготовка проби, шліфовка, доводка і поліровка. Для виготовлення шліфів з дроблених матеріалів застосовують різні цементуючі речовини: шеллак, бакеліт, епоксидну смолу і ін., при цьому шліфи бажано готувати з класифікованого матеріалу. Фізичні характеристики мінералів, що ідентифікуються, визначаються порівнянням з еталонним мінералом, який виготовляється спеціально. Колір мінералів у відбитому світлі під мікроскопом служить однією з найбільш суттєвих діагностичних ознак.
Оптичний метод дуже трудомісткий і, на жаль, дає досить велику похибку. Для упевненої діагностики мінералів оптичний метод доповнюють іншими — хімічним, спектральним, рентгенометричним, термічним, електронною мікроскопією, рентгеноспектральним (електронно-зондовим) і ін.

### Хімічний аналіз
Хімічний аналіз застосовується для кількісного визначення вмісту мінералів і передбачає вибіркове розчинення досліджуваних мінералів. Він оснований на відмінностях у ступені або швидкості розчинення мінералів у визначених розчинниках. При діагностиці мінералів у відбитому світлі застосовуються травлення і реакції кристалохімічного та крапельного аналізу на окремі елементи. При визначенні карбонатних мінералів засто¬совують реакції плівкового характеру, а при діагностиці окиснених руд — фазовий аналіз, який проводять за допомогою відбитків та крапельного аналізу. Хімічні методи дослідження дозволяють не тільки кількісно визначати мінерали, але й установлювати їхні взаємозв'язки в складних мінеральних комплексах, а також характер вкраплення корисних компо¬нентів. Хімічний аналіз має значні переваги перед мінералогічним: дозво¬ляє оброблювати великі кількості аналізованого матеріалу (до 20 г) при малому вмісті мінералу, який визначається, що обумовлює більш високу точність. Однак, тривалість хімічного аналізу для більшості руд складає від одного до трьох днів. Крім того, більшість методик хімічного фазового аналізу дає кількісну оцінку тільки одного елемента.

### Люмінесцентний аналіз
Люмінесцентний аналіз застосовується для визначення якісного та кількісного складу корисних копалин. Використання люмінесценції в мінералогічному аналізі основане на здатності багатьох мінералів світитися під дією ультрафіолетових промінів або потоку електронів (катодна люмінесценція). Індивідуальність спектрів люмінесценції та висока чутливість методу дозволяють знайти і діагностувати дрібні включення мінералів, а також їх присутність на поверхні деяких реагентних покрить. Відомо близько 150 мінералів, що люмінесціюють: апатит, барит, берил, ґіпс, доломіт, каситерит, кварц, польові шпати, рутил, сфалерит, флюорит, шеє¬літ, циркон та ін. Люмінесценція кристалів характеризується положенням у спектрі смуг випромінювання і смуг збудження. Ідентифікація спектрів люмінесценції проводиться за розташуванням вузьких смуг шляхом порівняння одержаних і довідкових даних.

### Спектральний аналіз
Спектральний аналіз застосовується для визначення хімічного складу речовин, а також встановлення характеру поверхневого зв'язку «реагент-мінерал». Спектральний аналіз оснований на використанні спектрів електромагнітного випромінювання, поглинання, відбиття або люмінесценції. Залежно від визначення атомного або молекулярного складу розрізняють атомний і молекулярний спектральний аналіз, які в свою чергу поділяються на якісний і кількісний. Якісний аналіз проводиться шляхом порівняння спектру зразка із спектром відомих речовин. Кількісний аналіз оснований на вимірюванні інтенсивності випромінювань або поглинання (довжині хвиль поглинання, відбиття і т. д.), що належать атомам і молекулам, які аналізуються, і наступним розрахунком концентрацій за їхніми значеннями. Спектральний аналіз застосовується на всіх стадіях геологорозвідувальних робіт, при дослідженні родовищ корисних копалин, при мінералогічних дослідженнях для визначення більше 70 елементів при вмісті від 10−6 до 10 % з можливістю одночасного визначення до 40 елементів у кожної пробі.
Рентгенометричний фазовий аналіз застосовується, головним чином, для якісної, а при використанні спеціальних методик і для кількісної характеристики мінерального складу корисної копалини та продуктів збагачення. Рентгенометричний аналіз оснований на дослідженні дифракції рентгенівських (пулюєвих) променів (з визначеною довжиною хвилі λ) від плоских сіток кристалічних ґраток мінералів. Кожна кристалічна речовина характеризується визначеним набором дифракційних максимумів, які одержують при різних кутах відбиття. Аналіз виконують шляхом зйомки рентгенограм при невеликій кількості порошку (не більше 300 мг). В результаті розра¬хунку рентгенограм одержують набір міжплощинних відстаней і відповід¬них їм інтенсивностей. Розшифровка мінерального складу здійснюється за допомогою порівняння даних, що одержані, з даними еталонних рентгенограм мінералів. Наявність великої кількості еталонних рентгенометричних даних для мінералів (близько 2000) та різних хімічних сполук (близько 24000) дозволяє широко використовувати цей метод для діагностичних цілей. За допомогою рентгенометричного методу можна також установити переважну структуру поверхні розколу мінеральних зерен (для класу крупності не менше 0,1 мм).
Прискоренню виконання рентгенометричного аналізу з прямим одержанням відомостей про кількісний мінеральний склад проб сприяє застосування автоматизованих дифрактометрів, з'єднаних з ЕОМ.

### Рентгеноструктурний аналіз
Рентгеноструктурний аналіз — прямий метод дослідження атомної структури речовини за розподілом у просторі та інтенсивністю розсіяного на об'єкті рентгенівського (пулюєвого) випромінювання. В основу методу покладено явище дифракції рентгенівських (пулюєвих) променів у кристалах та закон відбиття їх від плоских стінок кристалів. Застосовується для вивчення твердих, рідких, кристалічних, аморфних речовин, однак найбільш широко і успішно використовується для вивчення кристалічних об'єктів. Крім того, знайшов застосування для ідентифікації і визначення кількісних характеристик надмолекулярних утворень у вугіллі.

### Термічний аналіз
Термічний аналіз звичайно застосовують при наявності в корисній копалині мінералів у вигляді тонкодисперсних або колоїдних утворень, плівок, кірочок і т. ін., які важко діагностуються оптичним методом. Термічний аналіз необхідний при дослідженні корисних копалин, що містять глини, водні силікати, карбонати, борати, сульфати та гідрооксиди важких металів. Термічний аналіз оснований на фізико-хімічних змінах, що відбуваються при нагріванні або охолодженні речовини і залежать від її складу та структури. Ці зміни реєструються графічно у вигляді кривої, що характеризує теплові зміни в пробі (ендотермічний або екзотермічний ефект). Кожна речовина має свою індивідуальну термічну характеристику, що відображується кривою диференціально-термічного аналізу. Існують атласи кривих і зведені таблиці, що допомагають ідентифікувати криву термічного аналізу, порівнюючи її з еталонною, і таким чином діагностувати мінерал, що аналізується.

### Електронно-зондовий рентгеноспектральний мікроаналіз
Електронно-зондовий рентгеноспектральний мікроаналіз дозволяє визначити склад зразка на ділянках площиною декілька мкм2 і глибиною 1 мкм по всіх елементах від берилію до урану. Аналіз використовується на полірованих шліфах із грудкового або подрібненого матеріалу за допомогою спеціальних приладів — електронно-зондових мікроаналізаторів. Електронне зондування дозволяє одержати інформацію про структуру розподілу елементів, їх взаємозв'язок, розміри вкраплень тощо. За допомогою мікрозонду можна проводити якісний і кількісний аналіз складу мінералів. Чутливість аналізу і межа виявлення елементу за кон¬центрацією звичайно становить близько 0,01 %. Обробка експериментальних даних для визначення складу зразка (масових і атомних концентрацій елементів) складна, тому для їх обробки використовують ЕОМ.
В останні роки техніка мікрозондів розвивається великими темпами, що дозволяє одержувати якісно нові результати. Найновіші з них — йонний мікрозонд SHRIMP (Sensitive Higb-Resolution Ion Microprobe) та його більш сучасний аналог CAMECAIMS-1280 створені для дослідження гірських порід (вік, склад) у Австралійському національному університеті в Канберрі. Інший приклад — мікрозонди на основі нанотрубок вуглецю. Сьогодні створюються мікрозонди на основі нанотрубок вуглецю з певними функціональними групами на їх кінцях, які дозволять розпізнавати хімічні та біологічні мікрооб'єкти, одержувати зображення розподілу в об'єкті певних груп атомів.

### Рентгенометричний фазовий аналіз
Застосовується, головним чином, для якісної, а при використанні спеціальних методик і для кількісної характеристики мінеральної складу корисної копалини та продуктів збагачення. Рентгенометричний аналіз оснований на дослідженні дифракції рентгенівських промінів (з визначеною довжиною хвилі λ) від плоских сіток кришталевих ґраток мінералів. Кожна кришталева речовина характеризується визначеним набором дифракційних максимумів, які одержують при різних кутах відбиття. Аналіз виконують шляхом зйомки рентгенограм від невеликої кількості порошку (не більше 300 мг). В результаті розрахунку рентгенограм одержують набір міжплощинних відстань і відповідних їм інтенсивностей. Розшифровка мінерального складу здійснюється порівнянням даних, що одержані, з даними еталонних рентгенограм мінералів. Наявність великої кількості еталонних рентгенометричних даних для мінералів (близько 2000) та різних хімічних сполук (близько 24000) дозволяє широко використовувати цей метод для діагностичних цілей. За допомогою рентгенометричного метода можна також установити переважний кришталевий ґрат поверхні розколу мінеральних зерен (для класу крупності не менше 0,1 мм).
Прискоренню виконання рентгенометричного аналізу з прямим одержанням відомостей про кількісний мінеральний склад проб сприяє застосування автоматизованих дифрактометрів з'єднаних з ЕОМ.